# 広島県立廿日市特別支援学校
広島県立廿日市特別支援学校（ひろしまけんりつ はつかいちとくべつしえんがっこう）は、広島県廿日市市宮内にある県立特別支援学校。
教室不足など狭隘化解消のため、2024年度（令和6年度）に、高等部の一部を本校の阿品台分校として、広島県立廿日市西高等学校校舎内に分離新設する予定。

## 学部
- 小学部
- 中学部
- 高等部

## 沿革
- 1974年（昭和49年）
  - 4月1日 - 広島県立廿日市養護学校として開校。
  - 9月13日 - 廿日市市宮内に新築移転。
- 1975年（昭和50年）4月1日 - 中学部を設置。
- 1976年（昭和51年）
  - 3月31日 - 体育館兼講堂が完成。
  - 4月1日 - 高等部を設置。
- 1979年（昭和54年）4月1日 - 広島市立吉島小学校の一部施設を譲り受け、吉島分校を開校[2]。
- 1983年（昭和58年）
  - 3月31日 - 吉島分校を閉校。プールが完成。
  - 4月1日 - 前日に閉校した吉島分校が広島市の管轄下に置かれ、広島市立広島養護学校（後の広島市立広島特別支援学校）となる[2]。
- 2007年（平成19年）4月1日 - 校名を広島県立廿日市養護学校から広島県立廿日市特別支援学校に変更。